# 纵模

平面腔的前六个纵模。

光学谐振腔的纵模是一种由谐振腔边界条件所限定的特定的驻波模式。
腔的模式对应于沿腔轴向传播的经由腔的反射表面多次反射之后形成相长干涉的波的波长。其余的波长则因相消干涉而抑制。腔模中，纵模的波节沿着腔的轴向分布。对应的，横模的波节垂直于腔轴方向分布。

## 简单腔
一个常见的纵模示例是激光产生的波长。在最简化的情况下，是由两面相对的平面镜构成的谐振腔（平面腔或法布里-珀罗谐振腔），腔内为真空。腔中允许（形成相长干涉）的模式，是那些镜间距（即腔长）恰好是其半整数倍的波长，λ：
{\displaystyle L=q{\frac {\lambda }{2}}}
其中，q是一整数，被称为模序数。
通常，镜间距L是远大于光的波长的，所以q的值经常会很大（大约为105到106）。两个相邻的纵模，q和q+1，的频率间距就可以被给出（对于一个线性的长为L的空谐振腔）：
{\displaystyle \Delta \nu ={\frac {c}{2L}}}
其中c是真空中的光速。这个间隔也被称为自由光谱范围。

## 复合腔
如果一个腔不是空腔(比如，包含了一个或更多具有不同折射率的介质)，则腔的纵模的频率间隔为：
{\displaystyle \Delta \nu ={\frac {c}{2\sum _{i}n_{i}L_{i}}}={\frac {c}{2}}\left[{\frac {1}{n_{1}L_{1}+n_{2}L_{2}+n_{3}L_{3}+\ldots }}\right]}
其中，Li是第i个介质的几何长度，ni是第i个介质的折射率。
更广泛地说，对任意一个腔，其纵模都可以通过解具有合适的边界条件的波动方程得到。
对一个腔来说，无论横波还是纵波都会有纵模。
对纵模的分析，在一个单横模激光中是是特别重要的，例如，在单模光纤激光当中。这样一个激光的纵模的数量可以通过比较增益光谱范围和纵模的频率间隔来估计。

## 单个纵模的功率
对一个单横模的激光而言, 其单个纵模的功率可以通过相干添加的方法来获得很大的提升。这样一种添加可以同时使单横模激光的输出功率提升并减少纵模数量，因为这个系统会自动选取出对所有合并的激光的共有模式。纵模的减少数量取决于相干添加的条件。相干添加的极限是当合并的激光系统只余下一个在增益光谱范围内的纵模的时候。如果继续添加，不仅会导致相干添加的效率降低，也不会继续增加单个纵模的功率。